# Cacostola strandi
Cacostola strandi är en skalbaggsart som först beskrevs av Stefan von Breuning 1943.  Cacostola strandi ingår i släktet Cacostola och familjen långhorningar.
Artens utbredningsområde är Venezuela. Inga underarter finns listade.